# 长山桥
29°55′19.8″N 121°44′24.2″E / 29.922167°N 121.740056°E
长山桥，原名永济桥，是中国浙江省宁波市北仑区境内的一座古桥。桥梁位于小港街道方前村长山桥自然村的小浃江上，现存桥梁建于清康熙九年（1670年），此后有修复。茅以升《中国古桥技术史》一书曾收录此桥，1990年12月被列入北仑区文物保护单位，2023年9月1日被列入宁波市文物保护单位。

## 形制
现存的长山桥为三孔石拱桥，长45米，宽3.8米，筑于山麓岩基上。中孔跨径9.6米，拱高5米，边孔跨径7.2米，拱高4米，为北仑区境内最大的三孔石拱桥。桥面为便于车马通行，不设台阶。桥南有永济庵亭，面阔六间，今存五间，有明万历三十年（1602年）和清嘉庆十年（1805年）维修碑记各一通。

## 历史
据《镇海县志》载，小浃江上最早的桥梁建于宋熙宁六年（1073年），为一座木桥，名为永济桥。此时，小浃江两岸长山麓一带人口逐渐增多，形成 “江南市”，并成为镇海、鄞县、穿山之间的交通要道。但此时，小浃江两岸常有风暴，建成的木桥很快被冲毁。此后的明洪武年间，长山桥再建木桥，但再度被潮水冲毁，明成化年间建石桥，万历二十四年（1596年）石桥又毁，后由镇海知县丁鸿明等人出资修复。清顺治十五年（1658年），修复的长山桥被登陆的倭寇破坏，至康熙七年（1668年）由镇海知县王元士主持重建桥梁，康熙九年（1670年）完工。嘉庆十年（1805年）桥梁再次进行修缮，此后上下游分别建成燕山碶和义成碶，潮水从此被隔绝，长山桥也得以保存至今。

## 保护
1949年，国民党军队撤退时曾破坏长山桥桥面，后进行修复。2006年桥梁部分栏板被拖拉机撞坏，此后得到修补。1990年12月列入北仑区文物保护单位，2023年9月1日列入第四批宁波市文物保护单位。

## 图片

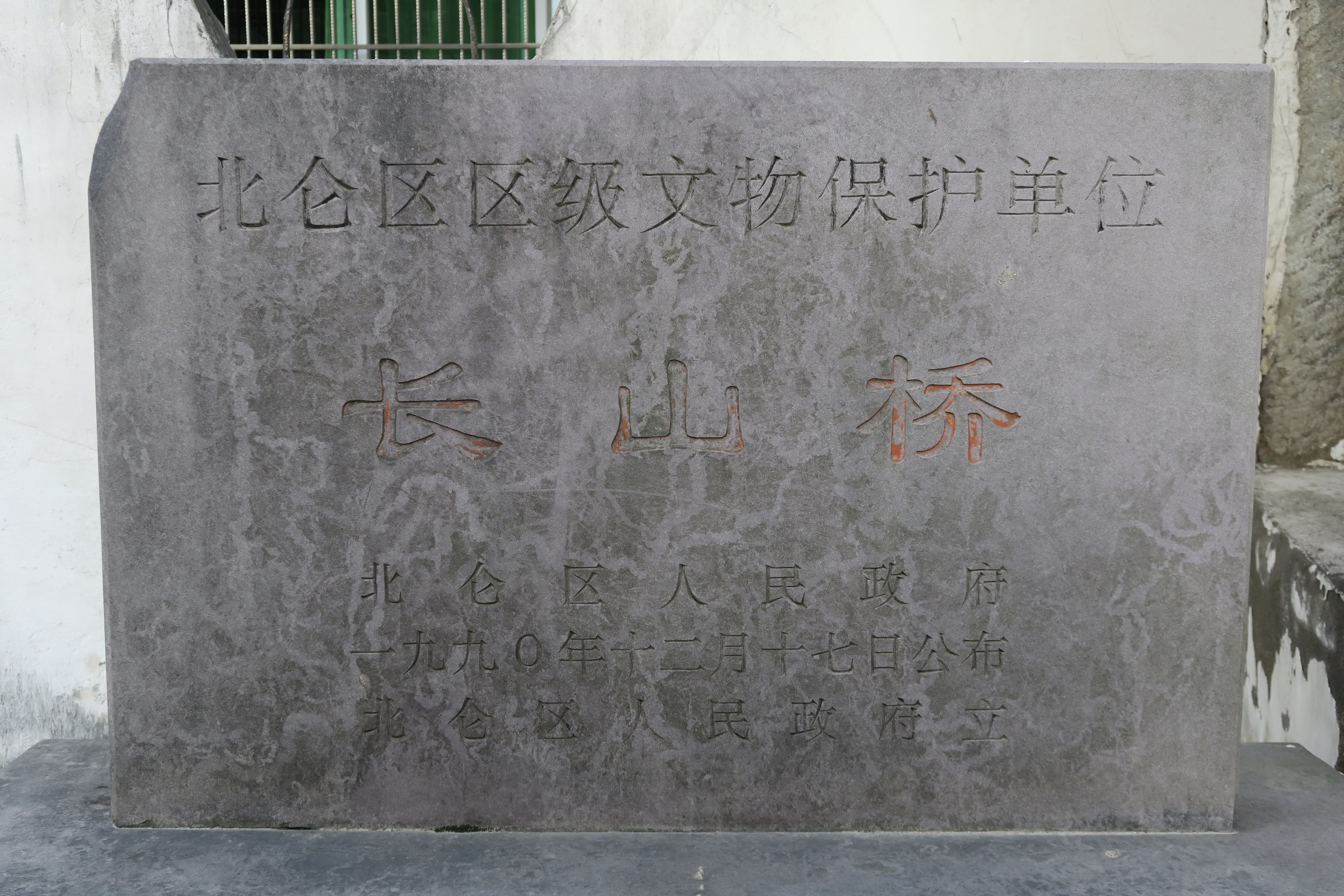
文物保护碑
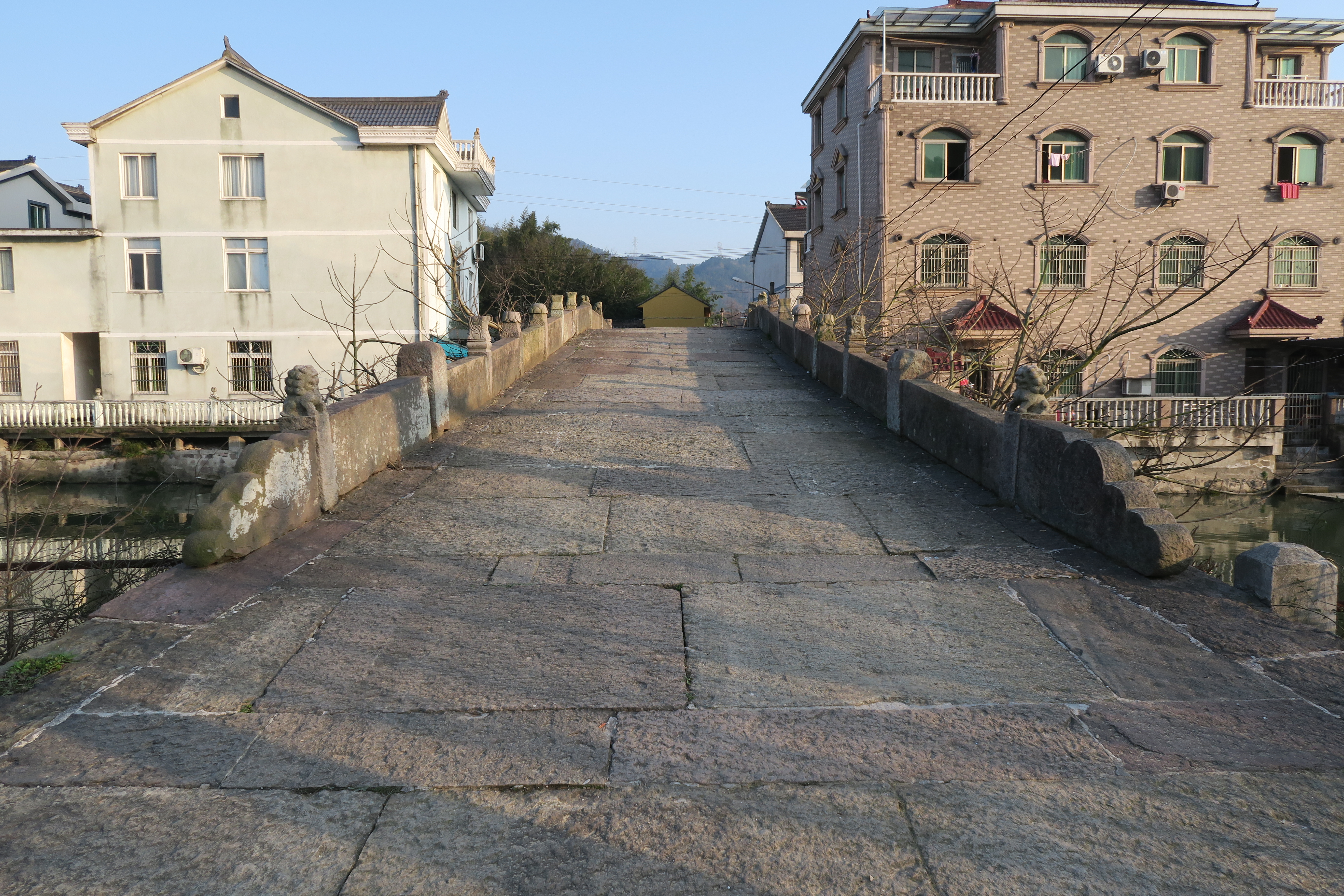
桥面
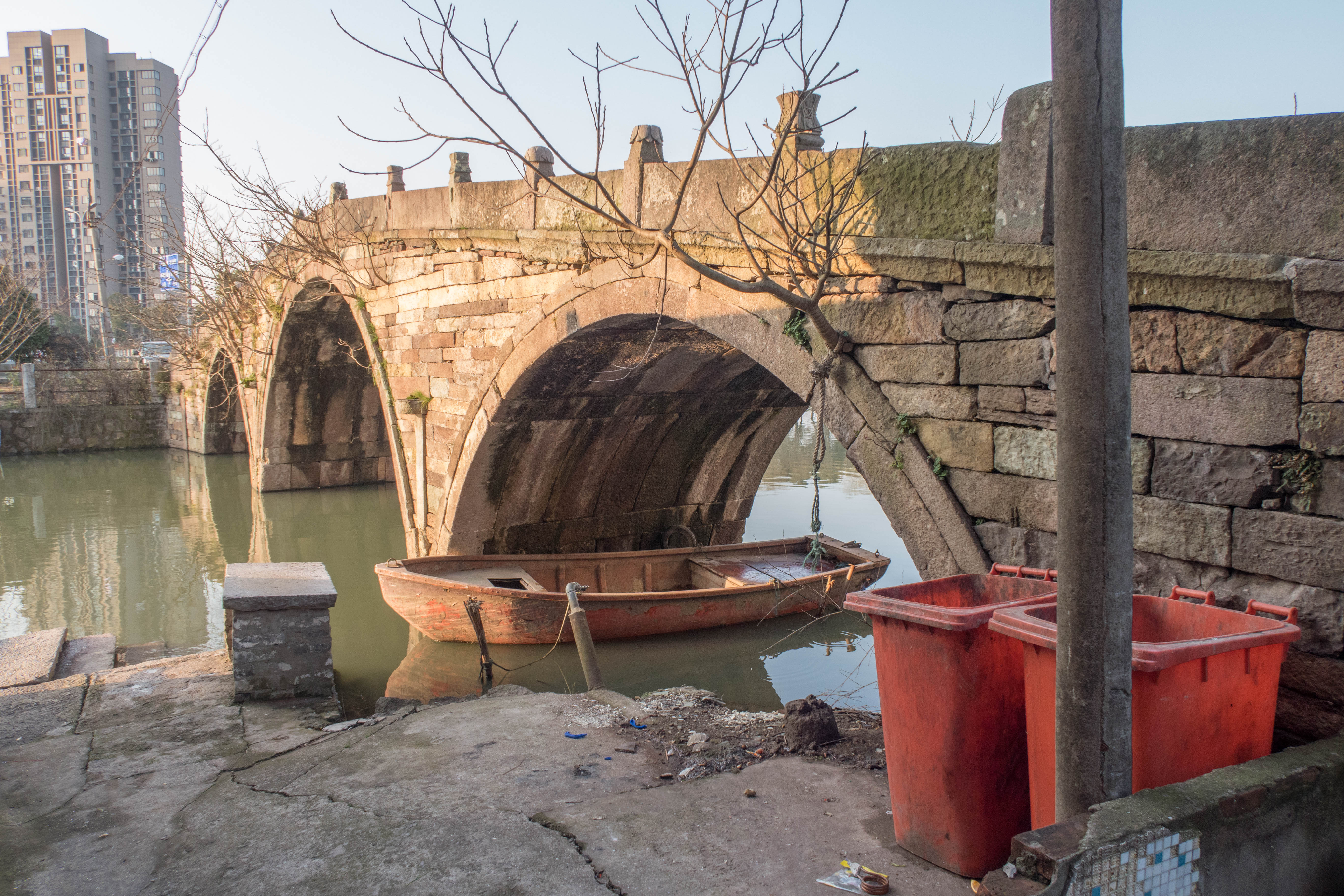
桥梁西侧
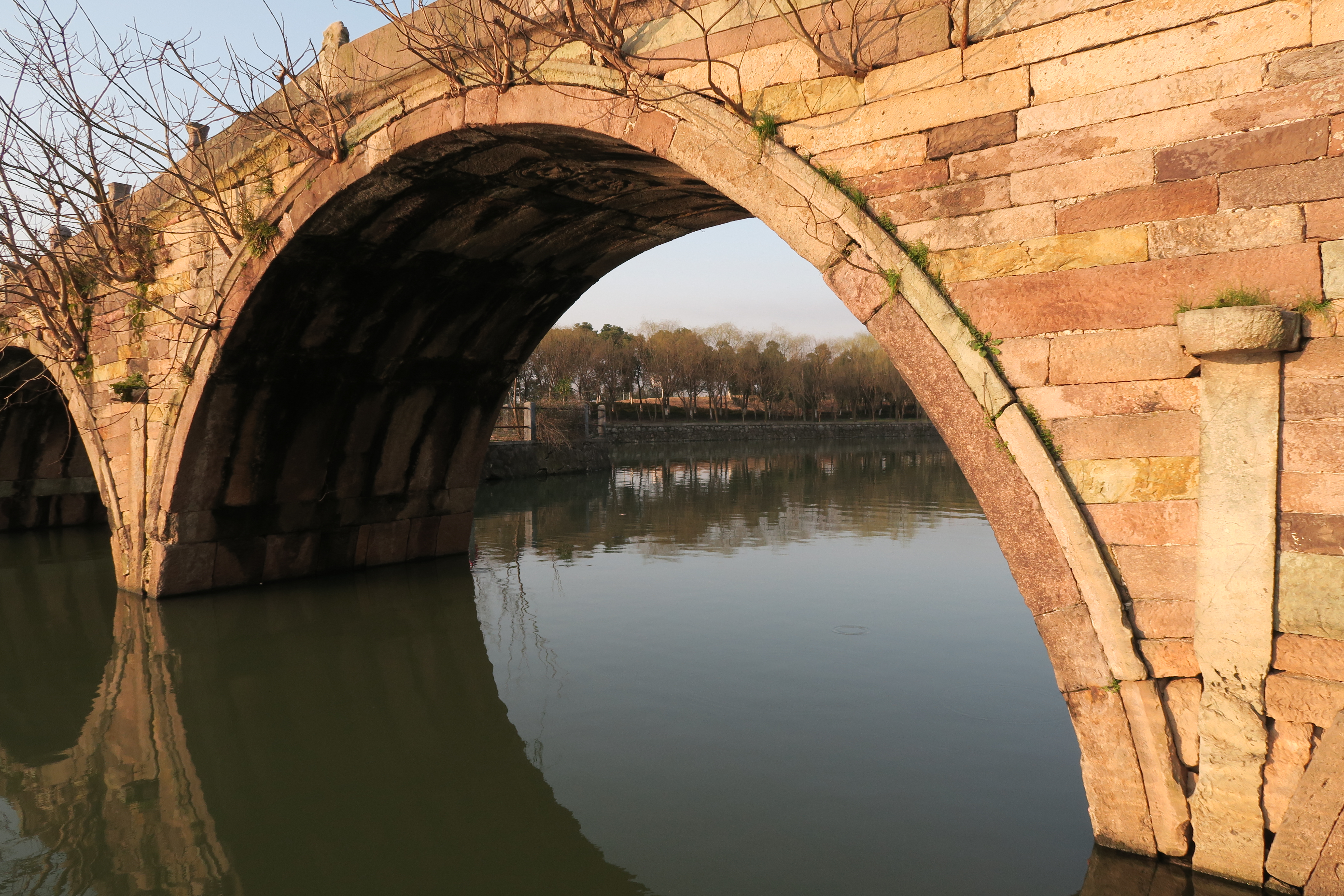
主拱券
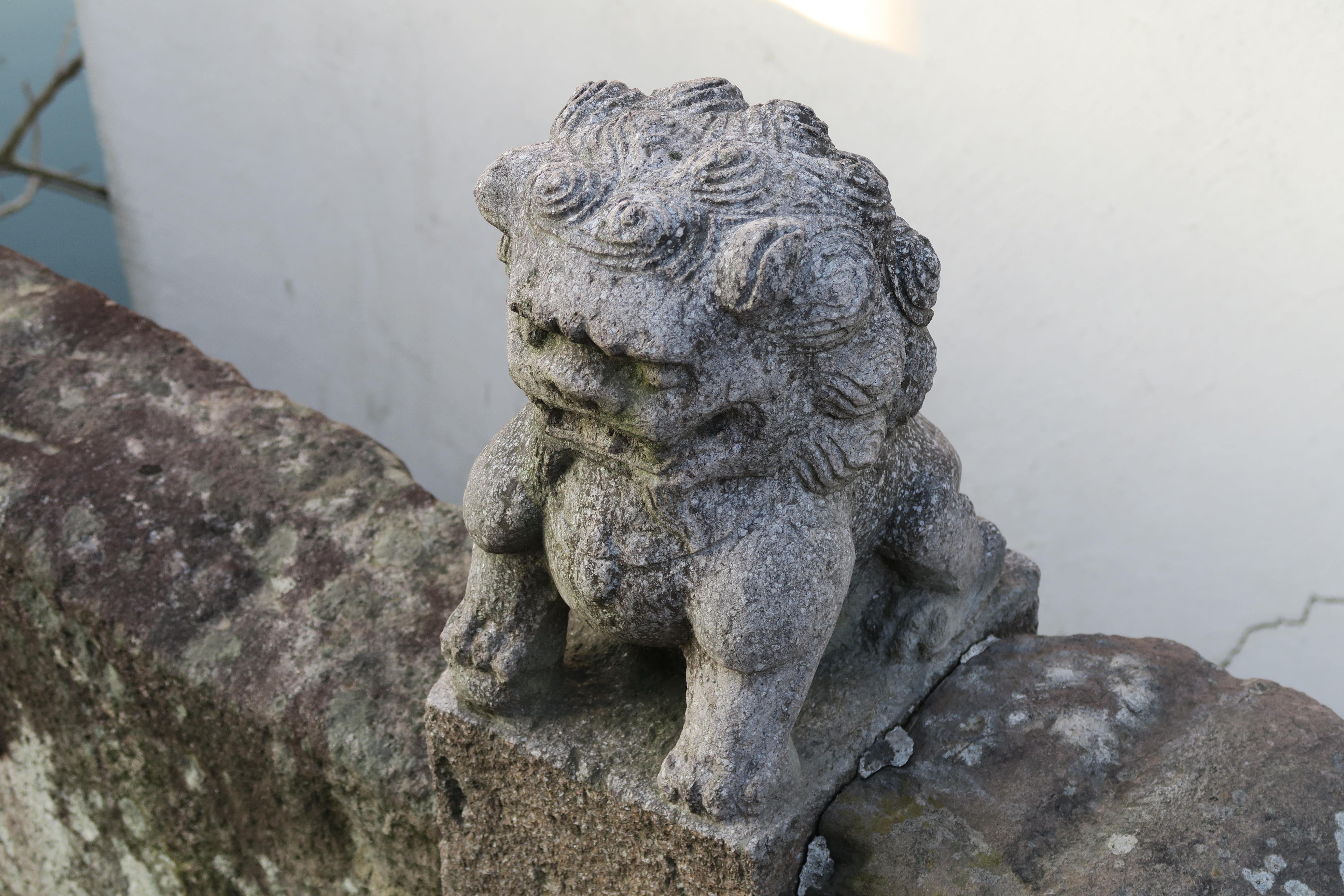
望柱石狮
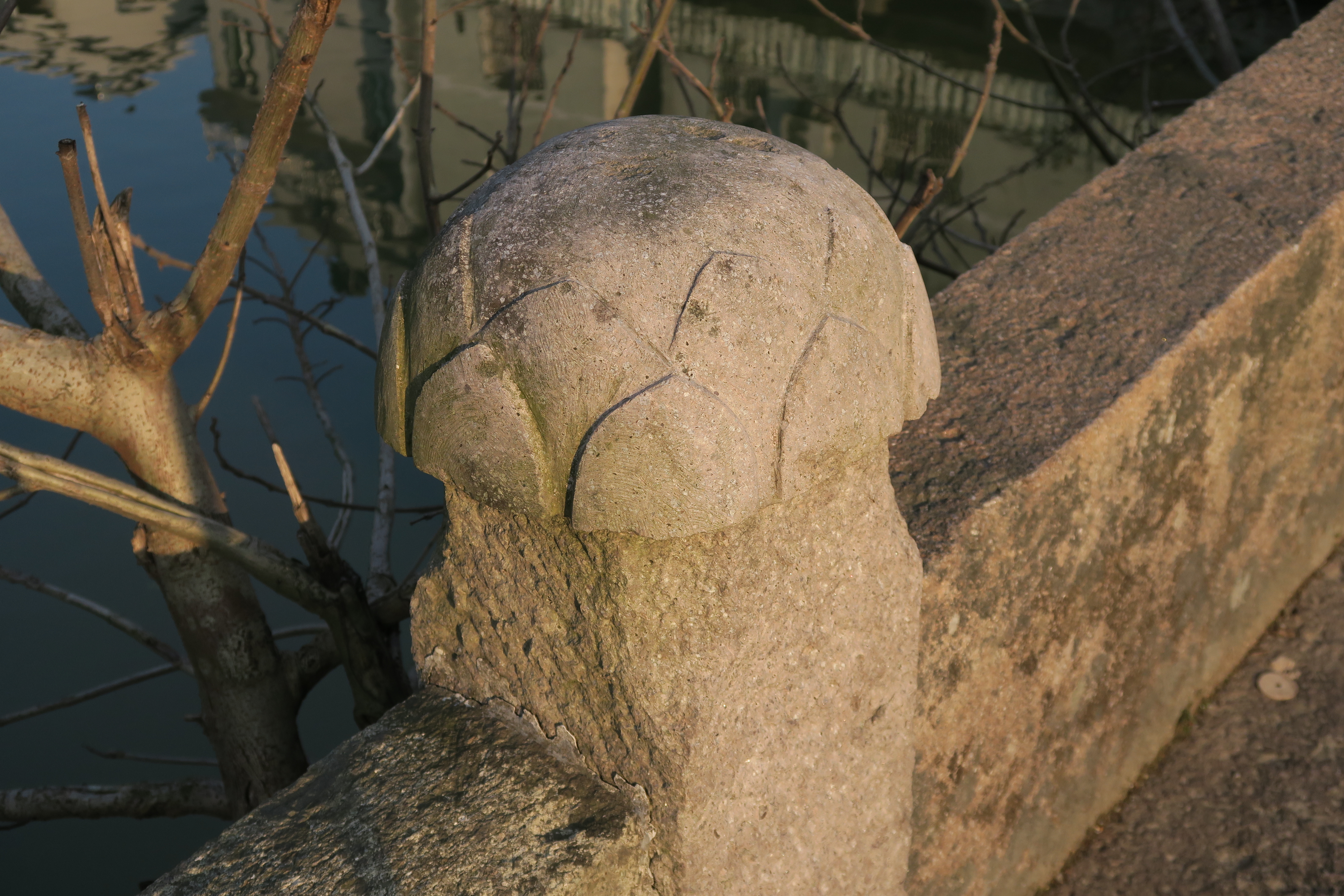
望柱莲花